# Norma (scacchi)

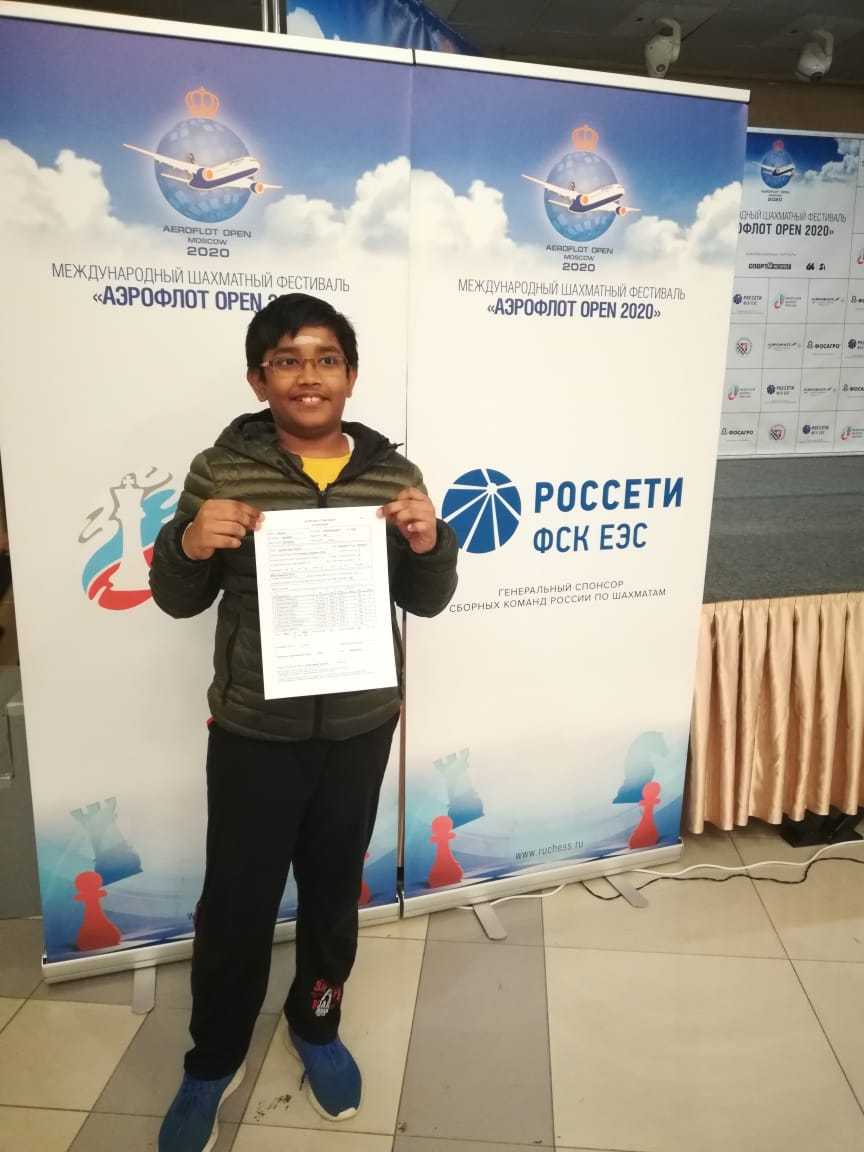
L'allora Maestro internazionale Bharath Subramaniyam mostra il certificato della sua prima norma di Grande Maestro Internazionale.

Una norma è una prestazione effettuata da un giocatore di scacchi agonistico, che consente di ottenere un titolo internazionale o locale. 
Si fonda sul cosiddetto performance rating, un punteggio calcolato sul rapporto tra la media dei punteggi degli avversari incontrati e i punti di classifica ottenuti in un torneo. È necessario raggiungere o superare una certa soglia, stabilita dai regolamenti, affinché la prestazione sia presa in considerazione.
Solitamente sono necessarie una o più norme e il raggiungimento di una soglia di punteggio (Elo o altro tipo di punteggi ad esso ispirati) per ricevere il riconoscimento.

## Titoli internazionali
La FIDE, oltre al raggiungimento di un certo punteggio Elo, prevede anche il raggiungimento delle norme per i titoli di Grande Maestro Internazionale, Maestro Internazionale, Grande Maestro Femminile, Maestro Internazionale Femminile.

### Regolamento in comune
Per tutti e quattro questi titoli il regolamento nelle premesse è lo stesso. La premessa principale è che siano ottenute due o più norme per un totale di 27 partite disputate.
I criteri affinché una norma sia valida sono invece i seguenti:
- Ogni norma deve contenere un torneo di almeno 9 turni, con alcune eccezioni:
  - Se in un torneo di 9 turni ne vengono giocati solo 8 a causa di vittoria a forfait verrà conteggiata una norma di 8 partite.
  - Nei tornei di livello mondiale o continentale a squadre sono sufficienti 7 partite per realizzare una norma.
  - Nella Coppa del Mondo e nel Campionato del Mondo femminile (nella formula del torneo e non quella del match campione-sfidante) sono sufficienti 8 partite. La norma varrà come una norma da 9 partite.
- Il 50% degli avversari deve possedere un titolo internazionale (sono esclusi dal conto i titoli di Candidato Maestro e Candidato Maestro Femminile).
- Un terzo degli avversari affrontati (minimo 3) deve possedere il titolo per il quale si vuole realizzare la norma (o titolo superiore).
- Gli avversari affrontati devono provenire da almeno due federazioni scacchistiche diverse da quella di appartenenza, con alcune eccezioni:
  - Il Campionato nazionale della federazione di appartenenza.
  - Il Campionato nazionale a squadre della federazione di appartenenza.
  - Tornei zonali e subzonali.
  - Tornei a sistema svizzero nei quali sono presenti almeno 20 giocatori con Elo FIDE, dei quali almeno 10 devono essere giocatori con il titolo di Grande Maestro, Maestro Internazionale e i loro corrispondenti femminili, provenienti da almeno 3 federazioni diverse.
- Il torneo non deve durare più di 90 giorni e non devono essere previsti più di due turni al giorno.

### Regolamento differenziato
I criteri stabiliti dal regolamento internazionale per ottenere i quattro titoli suddetti differiscono invece per soglia di punteggio. Di seguito:
- Per ottenere il titolo di "Grande Maestro" è necessario raggiungere i 2500 punti Elo. Le norme vengono ottenute con un performance rating di 2600. La media degli avversari non deve essere inferiore a 2380, il punteggio minimo di ogni avversario deve essere 2200.
- Per ottenere il titolo di "Maestro Internazionale" è necessario raggiungere i 2400 punti Elo. Le norme vengono ottenute con un performance rating di 2450. La media degli avversari non deve essere inferiore a 2230, il punteggio minimo di ogni avversario deve essere 2050.
- Per ottenere il titolo di "Grande Maestro Femminile" è necessario raggiungere i 2300 punti Elo. Le norme vengono ottenute con un performance rating di 2400. La media degli avversari non deve essere inferiore a 2180, il punteggio minimo di ogni avversario deve essere 2000.
- Per ottenere il titolo di "Maestro Internazionale Femminile" è necessario raggiungere i 2200 punti Elo. Le norme vengono ottenute con un performance rating di 2250. La media degli avversari non deve essere inferiore a 2030, il punteggio minimo di ogni avversario deve essere 1850.

### Performance rating
Il performance rating ({\displaystyle R_{p}}) di una norma è calcolato seguendo la formula indicata dal regolamento della FIDE all'articolo 1.48 del regolamento per i titoli:{\displaystyle R_{p}=R_{a}+dp}, dove {\displaystyle R_{a}} è l'"average rating", ovvero la media punteggio degli avversari, mentre {\displaystyle dp} è il rating difference utilizzato nella conversione tra differenza di punteggio e percentuale di vittoria illustrato di seguito. 
La tabella è la stessa che viene utilizzata nel calcolo del punteggio Elo. In questo però viene eseguito il procedimento inverso: invece di una corrispondenza tra differenza di punteggio fra due avversari e la probabilità di vittoria dell'uno o dell'altro, si converte il risultato ottenuto in un torneo, quantificato in percentuale, in punti da aggiungere (o sottrarre) alla media degli avversari incontrati.
| p   | dp  | p   | dp  | p   | dp  | p   | dp   | p   | dp   | p   | dp   |
| --- | --- | --- | --- | --- | --- | --- | ---- | --- | ---- | --- | ---- |
| 1.0 | 800 | .83 | 273 | .66 | 117 | .49 | -7   | .32 | -133 | .15 | -296 |
| .99 | 677 | .82 | 262 | .65 | 110 | .48 | -14  | .31 | -141 | .14 | -309 |
| .98 | 589 | .81 | 251 | .64 | 102 | .47 | -21  | .30 | -149 | .13 | -322 |
| .97 | 538 | .80 | 240 | .63 | 95  | .46 | -29  | .29 | -158 | .12 | -336 |
| .96 | 501 | .79 | 230 | .62 | 87  | .45 | -36  | .28 | -166 | .11 | -351 |
| .95 | 470 | .78 | 220 | .61 | 80  | .44 | -43  | .27 | -175 | .10 | -366 |
| .94 | 444 | .77 | 211 | .60 | 72  | .43 | -50  | .26 | -184 | .09 | -383 |
| .93 | 422 | .76 | 202 | .59 | 65  | .42 | -57  | .25 | -193 | .08 | -401 |
| .92 | 401 | .75 | 193 | .58 | 57  | .41 | -65  | .24 | -202 | .07 | -422 |
| .91 | 383 | .74 | 184 | .57 | 50  | .40 | -72  | .23 | -211 | .06 | -444 |
| .90 | 366 | .73 | 175 | .56 | 43  | .39 | -80  | .22 | -220 | .05 | -470 |
| .89 | 351 | .72 | 166 | .55 | 36  | .38 | -87  | .21 | -230 | .04 | -501 |
| .88 | 336 | .71 | 158 | .54 | 29  | .37 | -95  | .20 | -240 | .03 | -538 |
| .87 | 322 | .70 | 149 | .53 | 21  | .36 | -102 | .19 | -251 | .02 | -589 |
| .86 | 309 | .69 | 141 | .52 | 14  | .35 | -110 | .18 | -262 | .01 | -677 |
| .85 | 296 | .68 | 133 | .51 | 7   | .34 | -117 | .17 | -273 | .00 | -800 |
| .84 | 284 | .67 | 125 | .50 | 0   | .33 | -125 | .16 | -284 |     |      |

### Esempio
Nella pratica la FIDE stessa pubblica nel regolamento delle tabelle riassuntive che segnalano il punteggio necessario per ottenere una norma al variare della media dei propri avversari e della lunghezza in turni del torneo. La tabella seguente riassume medie, punteggi e altri requisiti per ottenere una norma per ognuno dei quattro titoli internazionali che la richiedono, prendendo il caso di un torneo a 9 turni, uno dei formati più diffusi a livello magistrale.
| 9 turni                           | GM        | IM        | WGM       | WIM       |
| --------------------------------- | --------- | --------- | --------- | --------- |
| MO (Minimum Opponents)            | 3 GM      | 3 IM      | 3 WGM     | 3 WIM     |
| Minimo federazioni                | 2         | 2         | 2         | 2         |
| Punteggio minimo di un avversario | 2200      | 2050      | 2000      | 1850      |
| Numero di titolati                | 5         | 5         | 5         | 5         |
| Avversari senza punteggio         | 2         | 2         | 2         | 2         |
| Massimo avversari di altra fed.   | 6         | 6         | 6         | 6         |
| Massimo di avversari propria fed. | 5         | 5         | 5         | 5         |
| 7 punti                           | 2380-2433 | 2230-2283 | 2180-2233 | 2030-2083 |
| 6½ punti                          | 2434-2474 | 2284-2324 | 2234-2274 | 2084-2124 |
| 6 punti                           | 2475-2519 | 2325-2369 | 2275-2319 | 2125-2169 |
| 5½ punti                          | 2520-2556 | 2370-2406 | 2320-2356 | 2170-2206 |
| 5 punti                           | 2557-2599 | 2407-2449 | 2357-2399 | 2207-2249 |
| 4½ punti                          | 2600-2642 | 2450-2492 | 2400-2442 | 2250-2292 |
| 4 punti                           | 2643-2679 | 2493-2529 | 2443-2479 | 2293-2329 |
| 3½ punti                          | ≥2680     | ≥2530     | ≥2480     | ≥2330     |

## Titoli nazionali
Alcune federazioni nazionali nell'assegnare il titolo di Maestro di scacchi, oltre al raggiungimento del punteggio elo, richiedono il conseguimento di una o più norme come per i titoli internazionali. 
La Federazione scacchistica italiana per il titolo di "Maestro Nazionale" richiede, oltre al raggiungimento dei 2200 punti Elo FIDE, una sola norma se il torneo disputato è di almeno 9 turni, due norme se la prestazione si verifica in tornei di 7 o 8 turni.